# Ružindol
Ružindol is een Slowaakse gemeente in de regio Trnava, en maakt deel uit van het district Trnava.
Ružindol telt 1.516 inwoners.